# Oreopanax pycnocarpus
Oreopanax pycnocarpus är en araliaväxtart som beskrevs av Donn.Sm. Oreopanax pycnocarpus ingår i släktet Oreopanax och familjen Araliaceae. Inga underarter finns listade.